# Pavel Trnka
Pavel Trnka (né le 27 juillet 1976 à Pilsen en Tchécoslovaquie aujourd'hui ville de République tchèque) est un joueur professionnel puis entraîneur tchèque de hockey sur glace. Il évoluait au poste de défenseur,.

## Biographie
Il est formé au HC Plzeň et joue sa première saison professionnelle avec cette équipe en 1993-1994. Il est repêché au 106e rang par les Mighty Ducks d'Anaheim lors du repêchage d'entrée de 1994 de la Ligue nationale de hockey. 
Après une autre saison en Tchéquie, il rejoint l'organisation des Mighty Ducks en 1995 et joue trois saisons dans la Ligue américaine de hockey. Il fait ses débuts dans la LNH avec les Mighty Ducks lors de la saison 1997-1998. Il évolue avec les Ducks jusqu'en janvier 2003, alors qu'il est échangé aux Panthers de la Floride avec un choix de repêchage contre Lance Ward et Sandis Ozoliņš.
Après une saison et demie avec les Panthers, il quitte la LNH pour son pays natal et rejoint son club formateur avec qui il joue trois saisons. Il a également joué en Suède avec le Leksands IF et les Malmö Redhawks. En 2007, il signe avec le HC Vítkovice et demeure cinq saisons avec le club. Il annonce sa retraite en mars 2012.
Il est actuellement l'entraîneur de l'équipe de jeunes du HC Vítkovice.
Il a représenté la République tchèque au niveau international. En sélection jeune, il a pris part à l'édition 1994 du championnat d'Europe junior et au championnat du monde junior en 1995. Il obtient sa première sélection chez les seniors lors du championnat du monde en 2003.

## Statistiques

### En club
| Saison     | Équipe                     | Ligue          |     | Saison régulière | Saison régulière | Saison régulière | Saison régulière | Saison régulière |   | Séries éliminatoires | Séries éliminatoires | Séries éliminatoires | Séries éliminatoires | Séries éliminatoires |
| Saison     | Équipe                     | Ligue          | PJ  | B                | A                | Pts              | Pun              | PJ               | B | A                    | Pts                  | Pun                  |                      |                      |
| 1992-1993  | HC Plzeň U20               | Tch. U20       |     |                  |                  |                  |                  |                  |   |                      |                      |                      |                      |                      |
| 1993-1994  | HC Plzeň                   | Extraliga tch. | 12  | 0                | 1                | 1                |                  | -                | - | -                    | -                    | -                    |                      |                      |
| 1994-1995  | HC Plzeň                   | Extraliga tch. | 6   | 0                | 0                | 0                | 0                | -                | - | -                    | -                    | -                    |                      |                      |
| 1994-1995  | HC Kladno                  | Extraliga tch. | 28  | 0                | 5                | 5                | 24               | -                | - | -                    | -                    | -                    |                      |                      |
| 1995-1996  | Bandits de Baltimore       | LAH            | 69  | 2                | 6                | 8                | 44               | 6                | 0 | 0                    | 0                    | 2                    |                      |                      |
| 1996-1997  | Bandits de Baltimore       | LAH            | 69  | 6                | 14               | 20               | 86               | 3                | 0 | 0                    | 0                    | 2                    |                      |                      |
| 1997-1998  | Mighty Ducks de Cincinnati | LAH            | 23  | 3                | 5                | 8                | 28               | -                | - | -                    | -                    | -                    |                      |                      |
| 1997-1998  | Mighty Ducks d'Anaheim     | LNH            | 48  | 3                | 4                | 7                | 40               | -                | - | -                    | -                    | -                    |                      |                      |
| 1998-1999  | Mighty Ducks d'Anaheim     | LNH            | 63  | 0                | 4                | 4                | 60               | 4                | 0 | 1                    | 1                    | 2                    |                      |                      |
| 1999-2000  | Mighty Ducks d'Anaheim     | LNH            | 57  | 2                | 15               | 17               | 34               | -                | - | -                    | -                    | -                    |                      |                      |
| 2000-2001  | Mighty Ducks d'Anaheim     | LNH            | 59  | 1                | 7                | 8                | 42               | -                | - | -                    | -                    | -                    |                      |                      |
| 2001-2002  | Mighty Ducks d'Anaheim     | LNH            | 71  | 2                | 11               | 13               | 66               | -                | - | -                    | -                    | -                    |                      |                      |
| 2002-2003  | Mighty Ducks d'Anaheim     | LNH            | 24  | 3                | 6                | 9                | 6                | -                | - | -                    | -                    | -                    |                      |                      |
| 2002-2003  | Panthers de la Floride     | LNH            | 22  | 0                | 3                | 3                | 24               | -                | - | -                    | -                    | -                    |                      |                      |
| 2003-2004  | Panthers de la Floride     | LNH            | 67  | 3                | 13               | 16               | 51               | -                | - | -                    | -                    | -                    |                      |                      |
| 2004-2005  | HC Plzeň                   | Extraliga tch. | 47  | 7                | 10               | 17               | 103              | -                | - | -                    | -                    | -                    |                      |                      |
| 2005-2006  | HC Plzeň                   | Extraliga tch. | 38  | 8                | 6                | 14               | 40               | -                | - | -                    | -                    | -                    |                      |                      |
| 2005-2006  | Leksands IF                | Elitserien     | 7   | 0                | 3                | 3                | 8                | 9                | 0 | 1                    | 1                    | 14                   |                      |                      |
| 2006-2007  | HC Plzeň                   | Extraliga tch. | 28  | 3                | 2                | 5                | 62               | -                | - | -                    | -                    | -                    |                      |                      |
| 2006-2007  | Malmö Redhawks             | Elitserien     | 20  | 0                | 1                | 1                | 36               | -                | - | -                    | -                    | -                    |                      |                      |
| 2007-2008  | HC Vítkovice               | Extraliga tch. | 48  | 1                | 3                | 4                | 70               | -                | - | -                    | -                    | -                    |                      |                      |
| 2008-2009  | HC Vítkovice               | Extraliga tch. | 31  | 1                | 8                | 9                | 20               | 7                | 0 | 1                    | 1                    | 10                   |                      |                      |
| 2009-2010  | HC Vítkovice               | Extraliga tch. | 46  | 1                | 6                | 7                | 42               | 16               | 0 | 1                    | 1                    | 16                   |                      |                      |
| 2010-2011  | HC Vítkovice               | Extraliga tch. | 49  | 2                | 7                | 9                | 48               | 15               | 0 | 8                    | 8                    | 26                   |                      |                      |
| 2011-2012  | HC Vítkovice               | Extraliga tch. | 34  | 0                | 5                | 5                | 16               | 3                | 0 | 0                    | 0                    | 4                    |                      |                      |
| Totaux LNH | Totaux LNH                 | Totaux LNH     | 411 | 14               | 63               | 77               | 323              | 4                | 0 | 1                    | 1                    | 2                    |                      |                      |

### En équipe nationale
| Année | Compétition                 |   | PJ | B | A | Pts | Pun                |  | Résultat |
| 1994  | Championnat d'Europe junior | 5 | 0  | 1 | 1 | 6   | Médaille de bronze |  |          |
| 1995  | Championnat du monde junior | 7 | 0  | 0 | 0 | 8   | 6e place           |  |          |
| 2003  | Championnat du monde        | 5 | 1  | 0 | 1 | 6   | 4e place           |  |          |